# جی. فارل مک‌دانلد
جی. فارل مک‌دانلد (انگلیسی: J. Farrell MacDonald؛ ‏ ۶ ژوئن ۱۸۷۵ – ۲ اوت ۱۹۵۲) بازیگر، و کارگردان اهل ایالات متحده آمریکا بود.
از فیلم‌هایی که وی در آن نقش داشته است می‌توان به قایق نمایش، جوانان مبارز، ازدواج آخر هفته، مهمان سیزدهم، عشق پولی، چه زندگی شگفت‌انگیزی، لوک تنها، گانگستر خوش‌مشرب، آن طرف حصار، کلمنتاین عزیزم، پنجه گربه، اراذل و اوباش، دختر چهل‌تکه شهر آز و ۴ ابلیس اشاره کرد.

## مرگ
مک دونالد در 2 آگوست 1952 در سن 77 سالگی در هالیوود درگذشت. او تا زمان مرگ ادیت بوستویک  تا زمان مرگ او در سال 1943 ازدواج کرد و صاحب یک دختر به نام لورنا شدند. قبر او در Chapel of the Pines Crematory قرار دارد .